# 曼達烏帕齊拉
曼達乌帕齐拉是孟加拉国瑙岡縣的一个乌帕齐拉，位於拉傑沙希专区的瑙岡縣。。

## 人口
據1991年孟加拉國人口普查，曼達共有戶數58,493戶，人口330995人。其中男性佔比50.56%，女性佔比49.44%；成年人口157,744人。該地7歲以上人口之平均識字率為24.3%，低於全國平均值（32.4%）。